# Трудовая повинность
Трудовая повинность (трудовая обязанность) — принудительная возможность или законодательно закреплённая обязанность (повинность) по выполнению общественно полезного труда.

## Определение понятия
Трудовая повинность считается одной из форм трудоустройства (и одновременно мобилизации), носящей характер безальтернативного принудительного трудоустройства.
В период мобилизации в военное время трудовая повинность становится основной формой трудоустройства, как правило не предполагающей свободы в выборе профессии, но ставящей перед собой цель снизить количество безработного населения до разумно возможного минимума. При этом границы возраста населения, на которое распространяется трудовая повинность, значительно шире воинской обязанности и затрагивает часть граждан, достигших минимального возраста осуществления права на трудовую деятельность. В редких случаях допускается распространение трудовой повинности в отношении граждан пенсионного возраста, но только на тех, которые лишь относительно недавно успели выйти на пенсию. Непосредственно к организациям принимаются меры, которые объявляются площадками для размещения и исполнения государственных заказов, проводится частичное (с сохранением части выпуска гражданской продукции) либо полное перепрофилирование деятельности предприятия под нужды обороны, а также иные меры, необходимые для обеспечения общегосударственных потребностей.
В отношении оставшейся части населения, которая не задействуется в вооружённые силы, проводится кампания по принудительному трудоустройству на новые рабочие места, предполагающие выполнение работ как оборонного характера, так и ликвидацию чрезвычайных ситуаций техногенного, природного и военного характера. Количество рабочих мест, как и количество призываемых граждан на военную службу по мобилизации, также лимитируется и квотируется исходя из максимально возможной предельной загруженности предприятия. Граждане, попадающие под принудительное трудоустройство, заключают с работодателем срочный трудовой договор, оформление которого производится в том же установленным законом порядке, что и при трудоустройстве в мирное время. Трудоустройство в порядке трудовой повинности обычно предполагает наличие минимальной заработной платы (а иногда её отсутствие вовсе), но в оговорённых случаях допускается получение обычной заработной платы, наравне с остальными устроенными.

## Трудовая повинность по государствам

### РСФСРиСССР
В РСФСР трудовая повинность была введена декретом СНК от 5 октября 1918 года, согласно которому устанавливалась обязательность труда для «буржуазных элементов». Принятый 10 декабря 1918 года кодекс законов о труде (КЗоТ) установил трудовую повинность для всех граждан РСФСР. Декретами, принятыми СНК 12 апреля 1919 года и 27 апреля 1920 года, запрещались самовольный переход на новую работу и прогулы. Согласно декрету СНК от 29 января 1920 года «О порядке всеобщей трудовой повинности», всё трудоспособное население, независимо от постоянной работы, привлекалось к выполнению различных трудовых заданий. Декретом при Совете обороны был создан Главный комитет по всеобщей трудовой повинности (Главкомтруд) во главе с Дзержинским. В 1920—1921 годах на основе управлений ряда армий РККА были созданы трудовые армии, в которые призывали гражданское население. Трудовой повинности подвергались лица возрастной категории с 16 лет - 50(55) лет. Находившиеся под военным командованием эти армии были задействованы для выполнения хозяйственных задач (выполнение продразверстки, лесозаготовок, восстановления транспортной и производственной инфраструктуры и т.п.). После экономического краха политики форсированного построения коммунизма и перехода к НЭПу, использование трудовой повинности было свёрнуто. КЗоТ РСФСР 1922 года допускал применение трудовой повинности для борьбы со стихийными бедствиями, при недостатке в рабочей силе для выполнения важнейших государственных заданий.
Г. А. Соломон так описывал действие трудовой повинности в Москве:
Большинство их было беспартийные, или по-советски «буржуи» - дамы, девицы, молодые и старые мужчины.. Все это были представители настоящей интеллигенции, образованные, культурные и, конечно, истинные лишенцы, хотя в то время такого юридического термина и не существовало... Кроме службы, была ещё "трудовая повинность", которая всем гнетом, всей тяжестью опять-таки ложилась на "буржуев", ибо "товарищи" всегда находили лазейки, чтобы отлынуть вместе со своими семьями от этой барщины... По возвращении домой "буржуи" должны были исполнять ещё разные общественные работы. Дворников в реквизированных хатах не было, и всю черную работу по очистке дворов и улиц, по сгребанию снега, грязи, мусора, по подметанию тротуаров и улиц должны были производить "буржуи". И кроме того, они же, в порядке трудовой повинности наряжались на работы по очистке скверов и разных публичных мест, на вокзалы для разгрузки, перегрузки и нагрузки вагонов, по очистке станционных путей, для рубки дров в пригородных лесах и пр. пр.

Для работы вне дома советских, "свободных" граждан собирали в определенный пункт, откуда они под конвоем красноармейцев шли к местам работы и делали все, что их заставляли... В награду за труды каждый по окончании работы (не всегда) получал один фунт черного хлеба. И вот, проходя в то время по улицам Москвы, вы могли видеть такие картины: группа женщин и мужчин, молодых и очень уже пожилых, под надзором здоровенных красноармейцев с винтовками в руках, разгребают или свозят на ручных тележках мусор, песок и пр.
В Союзе ССР трудовая повинность была установлена также во время Великой Отечественной войны. Под неё также попадали школьники и студенты, работавшие в тылу на предприятиях и лесозаготовках в свободное время от учёбы.

### Российская Федерация
Конституция Российской Федерации 1993 года запрещает принудительное использование труда и закрепляет за каждым человеком право свободно распоряжаться своими способностями к труду, выбирать профессию и род деятельности (статья 37). 
Введение трудовой обязанности как формы конституционного долга, наравне с воинской обязанностью, предусматривается на основании положений Федерального конституционного закона «О военном положении» и федеральных законов «О воинской обязанности и военной службе», «О гражданской обороне», «О мобилизационной подготовке и мобилизации в Российской Федерации», «Об обороне». Трудовая обязанность, согласно текущему законодательству РФ, может быть установлена в отношении всех трудоспособных граждан в возрасте до 50-60 лет для женщин и мужчин соответственно, причём под эту юрисдикцию попадают также несовершеннолетние граждане допризывного возраста, но достигшие минимального возраста осуществления права на трудовую деятельность (14 лет). В порядке исключения возможно установление трудовой обязанности в отношении некоторых граждан пенсионного возраста, вышедших на пенсию относительно недавно на момент её введения. От трудовой обязанности освобождаются граждане, являющиеся инвалидами I и II групп, и женщины, находящихся в отпусках по беременности или уходу за ребёнком. Исполнение трудовой обязанности различается по двум из возможных категорий направлений:
- Гражданская (трудоустройство на основании решения органов труда и социальной защиты);
- Воинская (направление военным комиссариатом на работу на должностях гражданского персонала в ВС России, прохождение службы в специальных формированиях).

В общих случаях, независимо от статуса принадлежности трудообязанного, лица обеих категорий обязаны принимать участие в выполнении оборонных работ и ликвидировать последствия катастроф.
Трудовая обязанность также распространяется в отношении:
- Безработных граждан (подлежат привлечению к трудовой обязанности в первую очередь).
- Граждан, не призванных по каким-либо причинам (в том числе по состоянию здоровья или сложности убеждений) для прохождения военной службы по мобилизации;
- Граждан, имеющих бронь на период мобилизации;
- Граждан, проходящих альтернативную гражданскую службу.

### Британская империя
Полгода спустя после начала Второй мировой войны в Великобритании сменилось правительство, которое незадолго до своей смерти возглавлял Невилл Чемберлен. В 1940 году британское правительство реформировало должность министра труда, учредив в период военного времени министерство труда и трудовой повинности, на пост которого был назначен один из любимцев Уинстона Черчилля — Эрнест Бевин. Черчилль был впечатлен жесткой позицией Бевина относительно пацифистских взглядов в профсоюзах и проявления интереса к государственной работе. Черчилль считал, что Бевин был, безусловно, самым выдающимся человеком, которого лейбористская партия выдвинула в то время на один из министерских постов. Хотя Бевин не имел мандата в Палате общин, парламентская позиция не была против назначения и Эрнест был принят в парламент от лондонского округа Уэндсворт Централ.
Акт о чрезвычайных полномочиях 1939 года предоставил Бевину полный контроль над трудоустройством и распределением рабочей силы в стране, и тот был полон решимости использовать эту беспрецедентную власть не только для того, чтобы помочь выиграть войну, но укрепить позиции переговоров с профсоюзыми движениями в послевоенное время. Однажды Бевин пошутил: «Говорят, Гладстон работал в Министерстве финансов с 1860 по 1930 год. Я собираюсь работать в Министерстве труда с 1940 по 1990 год».
Во время войны Бевин был ответственен за трудоустройство почти 48000 граждан в угольную промышленность (эти рабочие стали известны как «Бевинские мальчики»), используя своё положение для обеспечения значительного улучшения заработной платы и условий труда для рабочего класса. Он также разработал схему демобилизации, которая в конечном итоге вернула миллионы военнослужащих и гражданских военных в экономику мирного времени. Бевин занимал пост до 1945 года, пока лейбористы не вышли из коалиционного правительства Черчилля.

### Германия
В Германии трудовая повинность была впервые организована 1920-е годы на добровольных началах, в том числе с целью собирания молодёжи разного происхождения. С приходом национал-социалистов к власти трудовая повинность в Германии стала обязательной для всех граждан нацистской Германии в возрасте от 19 до 25 лет в рамках созданной Имперской службы труда (Reichsarbeitsdienst). Два раза в год все молодые немцы направлялись работать в трудовые лагеря, в основном на сельскохозяйственные работы. В течение 6 месяцев мужчины трудились на фермах и полях, а женщины помогали по хозяйству. 
13 января 1943 года Гитлером был подписан секретный приказ «О широком использовании мужчин и женщин в целях обороны рейха». Согласно тексту этого приказа в нацистской Германии вводилась обязательная трудовая повинность для всех граждан Третьего рейха: мужчин в возрасте от 16 до 65 лет и женщин от 17 до 45 лет. Оккупационные власти во всех странах получили распоряжение начать массовые мероприятия по отправке в нацистскую Германию квалифицированных рабочих и «прочих трудоспособных лиц».
Трудовая повинность была отменена после поражения Германии во Второй мировой войне.

### Норвегия
В оккупированной Норвегии трудовая повинность была организована Администрационным советом летом 1940 года для помощи лесному и сельскому хозяйству и строительству.

### Венгрия
В Венгрии трудовая повинность была организована во время Второй мировой войны путём принудительного трудоустройства мужчин еврейского происхождения, а также других «неблагонадежных» — национальных меньшинств и политических оппонентов режима. Уникальная особенность венгерского варианта в том, что Это было организовано не рамках министерства внутренних дел как в других странах, а в рамках министерства обороны и армейской службы.